# Port lotniczy Lamerd
Port lotniczy Lamerd (IATA: LFM, ICAO: OISR) – port lotniczy położony w Lamerd, w ostanie Fars, w Iranie.